# Haparanda-archipel
De Haparanda-archipel is een verzameling Zweedse eilanden in de Botnische Golf nabij de monding van de Torne. Het is onderdeel van de Norrbotten-archipel, een scherenkust in dit gebied. Het merendeel van de eilanden valt onder het bestuur van de gemeente Haparanda. De meeste eilanden zijn onbewoond of semibewoond (recreatiewoningen). Sommige eilanden waren in het verleden bewoond, maar nu verlaten. Delen van de archipel zijn inmiddels benoemd tot natuurreservaat en kunnen / mogen niet bezocht worden, anders dan in nood.  
Het aantal eilanden is in de loop der eeuwen aan verandering onderhevig geweest. Scandinavië stijgt door postglaciale opheffing ten opzichte van de rest van Europa en hier is dat merkbaar. De scherenkust is al millennia bekend bij Saami en Finnen en de eilanden hebben daarom als (inmiddels) Zweeds achtervoegsel ö, ön, skär of holmen meegekregen. Door de stijging van het gebied zijn sommige eilanden vastgegroeid aan het vasteland (al dan niet met hulp van de mens), sommige eilanden zijn aan elkaar gegroeid en er zijn nieuwe eilanden ontstaan, zonder dat er sprake is van vulkanische activiteit in het gebied. Het landoppervlakte van de gemeente Haparanda neemt navenant toe, ongeveer twee vierkante kilometer per jaar. 
Enkele eilanden hebben nog vanuit hun historie een vluchthaven voor de plaatselijke vissers met schuilcabines met telecommunicatiemiddelen, deze worden nu ook gebruikt door zeezeilers die in de problemen komen door slecht weer. Daarnaast staan er verspreid over de archipel enige kapellen voor mensen met geestelijke nood.
De meeste eilanden hebben geen enkele verbinding met het vasteland, behalve in de winter. Doordat de Botnische Golf hier voornamelijk een zoetwatergebied is bevriest het water in dit gebied. Men kan dan zich met een vervoermiddel naar eigen keuze naar de eilanden begeven. 
Ten oosten van deze archipel gaat de archipel verder, maar valt dan onder Fins bestuur. In het westen ligt aansluitend de Kalix-archipel.
Het nationaal park Haparanda Skärgård maakt deel uit van deze eilandengroep. De archipel wordt verdeeld in de binnen- en de buitenarchipel (respectievelijk Inre en Yttre); de scheidslijn loopt van net ten zuiden van het eiland Seskarö in het westen tot net ten noorden van Riskilö in het oosten.  
Abborrgrundet · Ala Penno · Björn · Björn sten · Blåsut (Haparanda) · Byskär · Dagsten · Enskär · Etukari (Haparanda) · Eva (eiland) · Granholmen (Haparanda) · Granvik · Grusbrännan · Gunnaren · Hamngrundet (eiland) · Hamngrundet (zandbank) · Hamppuleiviskä · Hanhinkari · Hargrundet · Harrinkrunni · Haru · Hasu -Hietasaari (Haparanda) · Honkasaarenkrunni · Honkasaari · Horden · Huitori · Huitorin Ulkokari · Huitorintöyrä · Hylkiletto · Hyyppä · Hälskerinkrunni · Höynänkari (noord) · Höynänkari (zuid) · Islandet · Iso Lehtikari · Isokivenkari · Isokrunni · Joutokrunni  · Juopalla · Kaitta · Kajava · Kalkkikari (Hanhinkari) · Kalkkikari (Seskarö) · Kalliohasu · Kataja · Katajankrunni · Kelkkaletto · Keräsniemenkari · Keski Penno · Klauksenkari · Klaus (eiland) · Koijukari · Koijuluoto · Kokkotöyrä · Korkea · Kourinkrunni · Kraaseli · Kraaseligrundet · Kraaselikrunni · Kråkholmarna · Kuninkaankari · Kurikanmatalat · Kurikka (eiland) · Kutarna · Kuusiriskilö · Kuusitiipuri · Laahaja · Laitakari (Haparanda) · Legionen · Lehmäkari · Lehtitiipuri · Leiskeri · Lellikrunni · Leppikari - Leppäriskilö · Letonkluppi · Letonkrunni · Letto · Liipa · Lill-Austi · Lilla Almsten · Lilla Harrsten · Lilla Hepokari · Lilla Vasti · Länsikrunni · Lådan · Långören (Haparanda) · Löngrunden · Mali (eiland) · Matalinkari · Meriklupu · Mustakari · Nidunkari · Nissu · Norrviksgrundet · Nuottalahenkari · Nälkäkrunni · Ostgrundet · Paha · Paljas (eiland oost) · Paljas (eiland west) · Pensaskari · Pihjalakari · Pikku Lehtikari · Pikku Tervakari · Pikkukrunni · Pirttiluoto · Piskan · Pitkäkari · Pohjaskluppi · Pohjaskrunni · Pojkarna · Prokko · Puukko · Puukkonkrunni · Pöllö · Rajakari · Rautakrunni · Rautaletto (Haparanda) · Remu · Revässaari · Riekonkari · Riitakrunni · Riskilö · Ristikari · Räiskä · Salakrunni · Saltgrundet · Sandskär (Haparanda) · Santasaari · Sarven Riskilö · Sarvenkataja · Satula · Selkäkari (Haparanda) · Seskar Furö · Seskarö (eiland) · Sinnerstenarna · Sipi · Skomakaren · Skratten · Sprallen · Stenungarna · Stor-Austi · Stora Almsten · Stora Hamnskär · Stora Harrsten · Stora Hepokari · Stora Vasti · Svartsten · Säivisklubbarna · Sölkäkari (Salmis) · Sölkäkari (Seskarö) · Sölkäkarinkrunni · Taipaleenkari · Tallrikarna · Tantamanni · Tervakari · Tervaletto · Tervasaarenkrunni · Tiilikrunni · Tirro · Tomten · Torne-Furö · Torne-Furögrund · Torvikari · Töyrä · Vasikka · Vasikkasaari (Kalalahti) · Vasikkasaari (Nikkala) · Vettarna · Viinalanmatala · Vikaren · Vähä Lehtikari · Västra Knivskär · Vågören · Ykspihlaja · Yli Penno · Ylikari (noord) · Ylikari (zuid) · Äimä · Östra Knivskär · Östra Launinkari · Öystinkari